# Ajovové
Ajovové (Iowa, Ioway) jsou severoamerický indiánský kmen, jehož jazyk, ajova-oto, patří do sújsko-katóbské jazykové rodiny, konkrétně do skupiny Čivere (Chiwere). Sami si říkají Baxoje, což znamená Šedý sníh.
Společně s Oty, Missurii a Vinnebagy kdysi zřejmě tvořili jeden národ. Původně žili v lesích jižně od Velkých jezer, odkud se přemístili na prérie dnešní Iowy, kde se zabývali jednoduchým zemědělstvím a sezonním lovem bizonů.

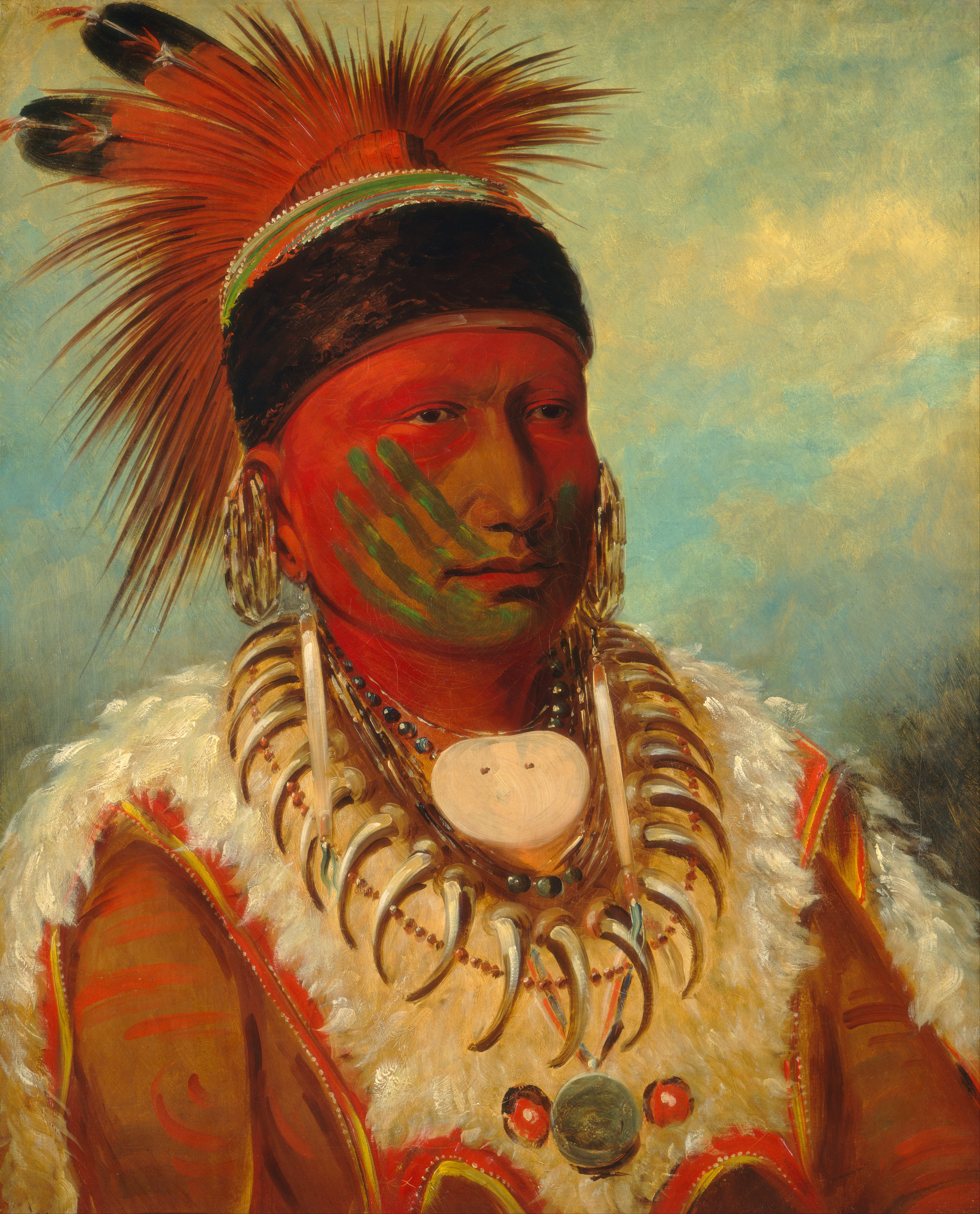
Bílý oblak, hlavní náčelník Ajovů (George Catlin, 1844–1845)

Po většinu roku obývali vesnice tvořené chýšemi ze dřeva a kůry, v jejichž blízkosti se nacházela pole, na nichž pěstovali kukuřici, fazole a tykve. V době lovů na bizony se kvůli větší mobilitě přesouvali do týpí a do svých vesnic se vraceli až v době sklizně. V zimě se kmen rozptýlil na menší skupinky, které si našly nějaké chráněné místo poblíž zdroje dřeva a zde setrvaly až do jara, kdy opět přišly do původních vesnic, aby zasely.
V roce 1824 museli Ajovové svou zemi postoupit USA, v letech 1836–1838 pak byli přesunuti do rezervace Great Nemaha na hranicích nynější Nebrasky a Kansasu. Roku 1848 je zasáhla v pořadí již druhá epidemie. V roce 1878 se kmen rozštěpil na dvě části: jedna zůstala v Nebrasce a Kansasu a druhá se odstěhovala do Indiánského teritoria v dnešní Oklahomě, kde jim byla v roce 1883 přidělena rezervace.

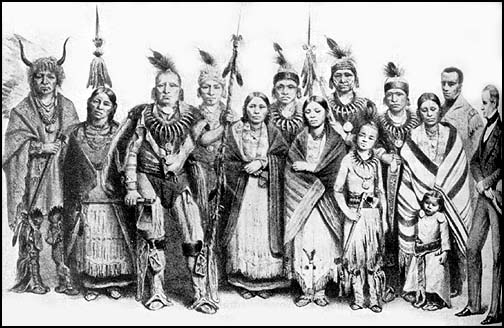
Ajovové, kteří v roce 1844 navštívili Londýn

Roku 1760 byl počet Ajovů odhadnut na 1 100 lidí, v roce 1780 jich bylo asi 1 200. Vinou epidemie pravých neštovic, která je postihla roku 1804, se jejich počet snížil na 800 osob. Na počátku 20. století jich bylo asi 500, v roce 1923 bylo napočítáno 420 Ajovů, z toho 82 v Oklahomě. Roku 1960 jich zbylo pouze 200 (100 v Oklahomě), postupně se však jejich populace začala zvyšovat až na dnešních 2 258 osob (rok 2000). Toto číslo je ale velmi nepřesné, protože Ajovové uzavírají manželství i s bělochy a příslušníky jiných indiánských národů.
Poslední lidé, kteří mluvili plynně ajovsky, zemřeli koncem roku 1996.